# Telegrafstationen i Norrköping

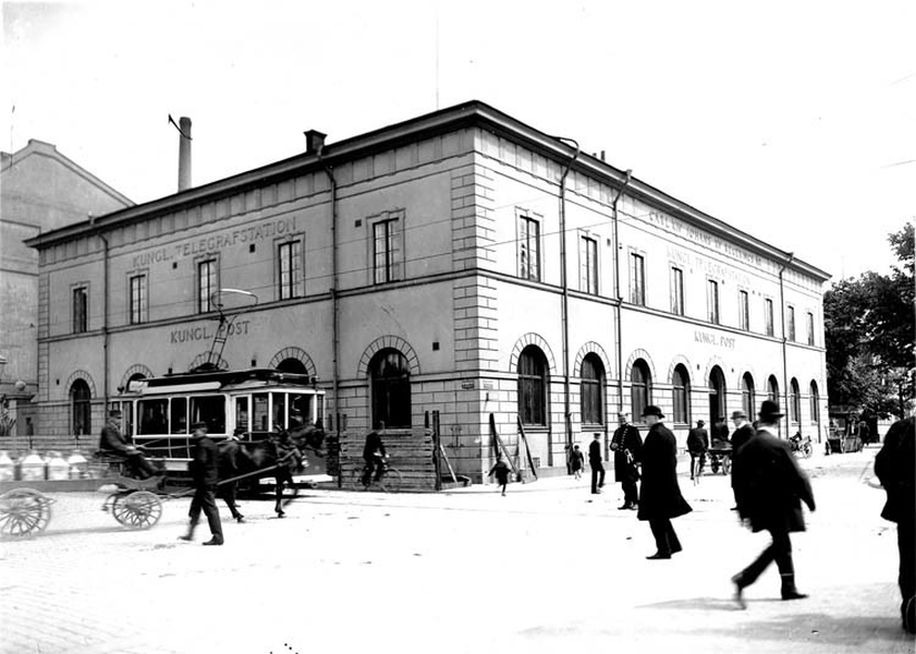
Det ombyggda Ullmagasinet, vilket från 1881 inrymde telegrafstationen i Norrköping, och också postkontoret. Fotot togs mellan 1904 och 1912.

Telegrafstationen i Norrköping är en byggnad i Norrköping, som uppfördes för Kungliga Telegrafstyrelsen 1909-1912. Den ligger i hörnet Drottninggatan/Hospitalsgatan i Gamla staden.

## Historik
Kongl. Elecktriska Telegraf-Werket, från 1871 Kongl. Telegrafverket, grundades 1853. Telegrafstationen i Norrköping låg från 1881 i det ombyggda Ullmagasinet från 1833  på Drottninggatan 6 vid Carl Johans park, där senare Gamla Riksbankens hus byggdes. I det ombyggda Ullmagasinet inrymdes också stadens postkontor.

## Ny byggnad
Kungliga telegrafstyrelsen anlitade Aron Johansson för att rita en ny telegrafstation i tegel längre söderut på Drottninggatan. Det var en av sammanlagt 14 telestationer som Aron Johansson ritade. Huset är ritat i nationalromantisk stil med visst inslag av jugend. Det har tre våningar samt en inredd vindsvåning.
Fasaden är murad av högbränt helsingborgstegel och har lister i granit. På fasaden finns stenreliefer, bland annat Riksvapnet. Taket har grönlaserat enkupigt tegel från Nederländerna. Byggnadens trapphus är i ursprungligt skick, det stora trapphuset med trappor och golv av kalksten. 
Längst upp i byggnaden fanns två stora telegrafsalar, tidigare benämnda apparatsalar. Dessa har renoverats.